# Forza Horizon 4
『Forza Horizon 4』（フォルツァ ホライゾン 4）は、マイクロソフトより2018年10月2日に発売されたXbox One、Xbox Series X/S及びWindows（Windows 10以降）用オープンワールドレーシングゲーム。略称はFH4。マイクロソフトがXboxで展開しているForza MotorsportシリーズのスピンオフであるForza Horizonシリーズの4作目。Forza Horizon 3の続編。本シリーズの特徴は、精巧なドライビングシミュレータ色が強いForza Motorsportシリーズと異なり、Forza Motorsportの特色や再現性を引き継ぎつつ、ややアーケードのレーシングゲームに近い操作感覚でオープンワールドを自由に走り回れることを特徴としている。
開発元はイギリスに拠点を置くPlayground Games。
Playground Gamesは、2019年1月18日にプレイしたユーザー数が700万人、同年6月15日にはプレイしたユーザーが1000万に達したことを発表した。同年8月には販売本数が1200万本を突破した。2021年3月10日にSteam版が発売された。

## 概要
Forza Horizonシリーズの4作目である本作はイギリスのスコットランド北部からイングランド北西部までが舞台となっている。マップは前作のForza Horizon 3とほぼ同じ面積になっており、砂浜や森林地帯などのさまざまな地形を走行することができるほか、エディンバラや湖水地方、コッツウォルズなどの実在する地域も存在する。車種はシリーズ最多の450台以上が収録されている。
本作のカバーカーは マクラーレン・セナ と ランドローバー・ディフェンダー 90 である。
本作最大の特徴は、レースゲームでは初となるゲーム内時間の進行による四季の季節変化を導入したことである(後述)。
本シリーズは公道をレースの舞台としており、レースに参加しない一般車（アザーカー）も走るため、CEROによるレーティングが「B（12才以上対象）」に引き上げられている。

2020年11月10日にはXbox Series X/S用ソフトとしてリリースされ、「Optimized for Xbox Series X|S」対象ソフトとしてXbox Series X/S本体最適化に対応した。
2021年2月に、シリーズで初となるSteamでの販売がアナウンスされ、同年3月10日に発売された。このSteam版もXbox版、Microsoft Store版とのクロスプレイに対応している。
2024年12月16日(日本時間)以降はMicrosoft Storeでの販売を撤退する予定である。

## ゲーム内容
「Horizonフェスティバル」のドライバーとして参戦して、影響ポイントを稼ぎ「Horizon Superstar」になることがゲーム内の目標である。本作には明確なストーリーは存在しない。
今作では「ロードレーシング」「ダートレーシング」「クロスカントリー」「ストリートシーン」の4つに加えてシリーズ初の「ドラッグストリップ」が加わり、計5種類のレースに挑戦することができる。また、この5つに加えて「Horizonストーリー」というチャプター制のイベントが追加されている。シリーズ1作目から収録されている「ショーケース」も健在である。
シリーズで初めて家が購入できるようになり、家ではHorizonフェスティバルサイトと同様に車の購入、マイカーのアップグレード、キャラクターのカスタマイズなどが可能。また一部の家にはリワードとセットになったものもあり、機能の追加やホイールスピンなどが獲得可能。
ゲームの仕様上、フリー走行時は基本的にはオンラインで走行する（オフラインでもプレイできるが一部の制限がかかる）。

## アシスト・機能
オート・ブレーキ
Forza Motorsport 3から採用されている。カーブの手前で自動的にブレーキがかかりカーブを曲がれる速度まで減速する。
推奨ライン
コース上に理想的な走行ラインが描かれ、自車の速度とカーブに応じて加速と減速のタイミングがラインの色で表示される。
リワインド
ドライビング中にトラブルが起きた際に、その前まで巻き戻しができるアシスト機能。
クイック・アップグレード
レースの際に車両のチューニングがボタン一つで可能である。
Drivatar レベル
設定により対戦相手の強弱が数段階から選択できる。それにより,賞金がアップしたり差し引かれるシステムとなっている。
上記の他にABS、STM、TCS、マニュアル・オートマチックも選択が可能。

## ゲームモード

### ロードレーシング
舗装路のみで展開されるレース。Horizon提供のレースイベントでは、周回コースが舞台なら「サーキット」、一本道コースなら「スプリント」と呼ばれる。

### ダートレーシング
舗装路とダートコースを組み合わせたラリータイプのレース。Horizon提供のレースイベントでは、周回コースが舞台なら「スクランブル」、一本道コースなら「トレイル」と呼ばれる。

### クロスカントリー
あらゆる地形を走り抜けるオフロードレース。Horizon提供のレースイベントでは、周回コースが舞台なら「クロスカントリーサーキット」、一本道コースならそのまま「クロスカントリー」と呼ばれる。

### ストリートシーン
夜に展開される非公式のストリートレース。一般車が存在する。

### ドラッグストリップ
車の加速力で競い合うドラッグレース。

### Horizonストーリー
チャプター制のイベント。自身がスタントドライバーやドリフトクラブの会員になれるほか、タクシー事業やレンタカー事業などのビジネスを展開することができる。

### ショーケース
指定された車でホバークラフトや戦闘機などとレースをする。

### PRスタント
通過時のスピードを計測するスピードトラップ、一定の範囲内でドリフトをするドリフトゾーン、ジャンプした飛距離を計測する危険サインなどがある。

### PlayGround Game
一定の範囲内で2チームの分かれて展開されるPvPイベント。ゾンビと感染者に分かれて鬼ごっこをしたり、フラッグを指定された場所まで運ぶことなどで展開される。

### The Eliminator
2019年12月に配信されたアップデートにて実装。最大72人のプレイヤーと対戦するバトルロイヤルモード。相手と1対1のレースで競い、勝利して相手をエリミネート(脱落)させていくことでゲームが進行する。残りのプレイヤー数が12人になるか一定時間が経過すると最終レースが始まり、これに最初にゴールしたプレイヤーが優勝となる。1対1のレースに勝利するかマップ上に存在するカードロップを利用すると車のアップデート(乗り換え)ができる。なお、移動できる範囲は時間経過ごとに狭まって行く。

### Super 7
2020年12月のアップデートにて実装。前作まで収録されていた「バケットリスト」と呼ばれるチャレンジをプレイヤー自身で作成することができる。またシリーズ初となる壁やジャンプ台、観覧車や恐竜の模型などのオブジェクトを自由に設置することができる。Super7では有志のプレイヤーによって作成されたチャレンジを7つ連続でプレイすることができ、これをクリアしていくことによってSuper 7における影響を獲得することができる。2021年6月のアップデートで追加モードの「Super 7: High Stakes」が追加。

## 特徴

### 季節の変化
本作最大の特徴。オープニングを終えると夏からスタートし、レースイベントなどで影響ポイントを稼ぐことによって秋、冬、春の順で変化する。春(チュートリアル)を終えると全プレイヤーと共通した季節で走行し、リアルタイムの1週間ごとに季節が変化する（日本時間では毎週木曜日の23:30ごろに季節が変化する）。季節が変わることによって、湖が凍ったり川の水量が増えたり減ったりするなど、マップ上の地形にも変化が起こる。

#### 時間、天候の変化
過去作と同様に時間変化と天候変化の概念があるが、四季の導入によってよりリアルとなっている。冬になると雪が降ったり、春はイギリスでは雨季にあたるため、雨が頻繁に降るようになる。

### 450台以上のカーラインナップ
ライトやワイパーが稼働し、全車種がForzaVista（後述）に対応する。前作から実装されたワイドボディーキットに加え、オフロードボディキットが新たに追加されている。　また、コリジョンカメラの導入により、路面の凹凸による内外装パーツの微振動が表現されている。アップデートやDLCの配信などにより、最終的に752台が収録された。

#### クルマのレアリティ
クルマにはそれぞれレアリティが設定されており、昇順に、ノーマル<レア<エピック<レジェンド=Forzaエディションの5つがある。Forza Horizon 2から実装されたパークも、本作ではカーマスタリーとしてクルマ毎に設定されており、埋められる数もレアリティによって異なっている。

### Drivatar
Forza Motorsport 5から実装されたAI。ゲーム内でプレイヤーのドライビング特性を自動で蓄積・解析し、走り方のクセなどからプレイヤーの分身を作成し、リアルタイムでなくてもプレイヤーとレースしているような感覚でプレイできる。Xbox Live上にフレンドがいる場合、そのフレンドのDrivatarも自分のゲーム中に登場する。逆にフレンドのゲーム内にも自分のDrivatarが出現する。

### 映像美
今作も前作に引き続きHDR出力に対応している。Xbox One S/Xbox One(初期型)では1080p/30fpsで動作し、Xbox One Xでは4K/30fpsの「クオリティモード」、1080p/60fpsの「パフォーマンスモード」の2つのグラフィックモードが選択可能。Xbox Series Xでは4K/60fps動作が可能(詳細は「Optimized for Xbox Series X/S」の項目を参照)。Windows 10版ではハードウェアのスペックに依存し、理論上は4K/240Hzまで対応する。映像美だけでなく、ハードのスペックが高いものではテクスチャの高精細化などが施されている。

### Horizonブループリント
前作に引き続き実装。プレイヤーが自分好みに設定したレースイベントを作成し、コミュニティで共有できる。マップ上のレースイベントから参加できる車の設定や周回数、天候、季節などを設定できる。

#### ルートクリエイター
本作からの新機能。2018年10月のアップデートで実装。既存のレースイベントの位置をスタート地点とし、そこから車を走らせながらチェックポイントを設定してレースのルートを作ることができる。スプリントレースやサーキットレース、ダートレース、クロスカントリーといったルートが作成可能である。2019年10月に配信されたアップデートにてルート完成後にチェックポイントの位置調整を行えるようになった。

### プレイヤーアバターのカスタマイズ
前作と同様に14種類のキャラクターから選べるほか、新たに衣類やアクセサリーの着せ替えが可能になった。着せ替えアイテムは500種類以上あり、自由に着せ替えることが可能。また、50種類以上のエモートを設定することもできる。

### ForzaVista
フェスティバルサイトやホームにて、所有している車のエクステリアやインテリアを自由に鑑賞したり、ドアやボンネットなどを開閉することができる。先程述べたように全車種に対応する。

### #Forzathon
前作に引き続き実装。本作では仕様が変更され、ウィークリーチャレンジとデイリーチャレンジ、#ForzathonLiveの3種類のチャレンジに分かれ、そのお題を達成することで規定の＃Forzathonポイント（FP）が獲得できる。ウィークリーチャレンジは季節が変わるごとに変わり、デイリーチャレンジは日付が変わるごとに別のお題が1つ出題される。#ForzathonLiveは毎時0分に始まり、3ラウンドのお題をクリアしてFPを獲得する。貯まったFPは#ForzathonショップでForzaエディション車やユニコーンカーなどと交換することができる。

### Festival プレイリスト
3月の大型アップデートにて実装。レースイベントやPRスタント、マンスリーライバルやオンラインロードトリップなどの達成率によってクルマがもらえる。現在のシーズン内のイベント達成率と、全てのシーズンでの達成率が、それぞれ50％と100％に達することによって、計4台のクルマが手に入るというものであったが、後に配信されたアップデートにて後者が80％にまで引き下げられた。

### Horizon バックステージ
シリーズ28より追加。フェスティバルのプレイリストの達成率や季節ごとのチャレンジをクリアすることで獲得できる「バックステージパス」を使って、今まで配布されたユニコーンカー(限定車)と交換できる。なお、バックステージに登場する車は1週間ごとに行われるプレイヤー投票によって決められる。
投票によるバックステージへの車種追加は、2022年3月のシリーズ46が最後になっている。

### オークションハウス
他のユーザーがデザインしたバイナルグループの購入、ペイントされたカスタムカーの購入、落札などが行える。

### ペイント機能
メーカー標準カラー、ノーマルカラー(グロス)、スペシャルカラーの3種類から好みの色に車をペイントすることが可能。スペシャルカラーを使用することでメタリックカラーやクローム、マットカラーを使用することもできる。車のボディ全体だけでなくボンネットやホイール、ミラーといった部分的なペイントも可能。
Advanced Car Painting
11月のアップデートでシリーズで初めて実装された機能。ツートンカラーである車に対してカラーを個別に指定してペイントすることが可能。ホイールにも対応しており、全車種に対応している。
バイナル機能
車にバイナル(デカール)を貼り付けることが可能。ベクター画像を張り合わせることで痛車やレーシングカーを模したデザイン、オリジナルデザインを作ることができる。また、1からバイナルを作る機能も搭載されている。ラスター画像をインポートする仕組みは用意されてはいない。2019年4月に配信されたUpdate8でマスク形状(透過)が適応可能になり自由度が高まった。作成したバイナルやデザインはコミュニティを通じてユーザー間で共有することができる。

## 登場人物
主人公
前作同様、14人の男女の中から外見及びニックネームを自分で選ぶことが可能。（ゲーム中は自分で選択した名前で呼ばれる）
キーラ
Horizonフェスティバルのディレクター。前作に引き続いて登場。
レベッカ・ドーソン
Horizonフェスティバル前年度チャンピオン。Horizon Road Racingシリーズを担当。また、Horizonストーリー「British Racing Green」ではナレーションも担当する。
アレックス
Horizon Dirt Racing シリーズ、Horizon Cross Countryシリーズを担当。また、Horizonストーリー「Upgrade Heroes」では車の改造業を行う。
ジョエル・カーター
Horizon Driver Relationsを担当。主に車に関係したビジネスを展開しており、主人公に仕事や物件を紹介している。
ジェイミン・シャー
PRスタント担当。また非公式のストリートレースの元締めもしている。
マイク・スティール
映画コーディネーター。ジョエルの紹介で主人公にスタントドライバーを抜擢する。
ラ・レーサー
女性動画配信者。自身が決めたレースゲームランキングで主人公に指定された車両の運転をオーダーする。
ロバート・グレン
ドリフトクラブ主催者。会員を集めるため、主人公に指定された車でドリフト走行をオーダーする。
イーシャ
タクシー会社の女性オーナー。ジョエルの紹介で主人公にタクシードライバーの業務を依頼する。
ハンス・リーボルド
車のテストを請け負うエンジニアリングコンサルタント会社のオーナー。ジョエルの紹介で主人公にテストドライバーの業務を依頼する。
クリス・ハリス
トップ・ギアのMC。Horizonストーリー「TopGear:The Horizon Special」でナレーションを担当する。
ビリー・ストークス
宅配会社のオーナー。ジョエルの紹介で主人公に配達の業務を依頼する。
アナ
人工知能のカーナビゲーション。

## 登場メーカー
| - アバルト - アキュラ - アルファロメオ - アルピーヌ - アルミクラフト - アメリカン・モーターズ - アポロ・アウトモビリ - アリエル - アスカリ・カーズ - アストンマーティン - ATS - アウディ - オースチン・モーター・カンパニー - オースチン・ヒーレー - アウトウニオン - ベントレー - BMW - BAC - ボウラー・オフロード - ブガッティ - ビュイック - キャデラック - カンナム（ボンバルディア・レクリエーショナルプロダクツ） - ケータハム - シボレー - クライスラー - シトロエン - ダットサン - ダッジ - ドンカーブート - DSオートモビルズ - イーグル・スピードスター - エグゾモーティブ - ファンコ - フェラーリ - フィアット - フォード - FPV(フォード・パフォーマンス・ヴィークルス) - フォーミュラ・ドリフト - GMC(ゼネラルモーターズ・トラック・カンパニー) - ヘネシーパフォーマンス - ヒルマン - ホンダ - フーニガン - HDT(ホールデン・ディーラー・チーム) - HSV(ホールデン・スペシャル・ヴィークルス) - ホットウィール - ハマー - ハドソン・モーター・カー・カンパニー - ヒュンダイ - インフィニティ - インターナショナル・ハーベスター - イタルデザイン・ジウジアーロ - ジャガー - ジープ - キア - ケーニグセグ - KTM - ランボルギーニ - ランチア - ランドローバー - レゴ・スピード・チャンピオンズ - レクサス - ローカル・モーターズ - ローラ・カーズ - ロータス - マセラティ - マツダ - マクラーレン - メルセデスAMG - メルセデス・ベンツ - マーキュリー - メイヤーズ・マンクス - MG(モーリス・ガレージ) - ミニ - 三菱 - モーガン - モーリス - モスラー - ネイピア-レイルトン - 日産 - ノーブル・オートモーティブ - オールズモビル - オペル - パガーニ - ピール - ペンホール - プジョー - プリムス - ポラリス・インダストリーズ - ポンティアック - ポルシェ - クオーツ - クアドラ - ラディカル・スポーツカーズ - ライス・アドバンスト・エンジニアリング・システムアンドリサーチ - ラム - リライアント - ルノー - リマック・アウトモビリ - RJアンダーソン - ロシオン・オートモーティブ - ローバー - サリーン - シェルビー・アメリカン - スパニア GTA - SRT(ストリート・アンド・レーシング・テクノロジー) - スバル - サンビーム - タルボット - タモ - テラダイン - トップ・ギア - トヨタ - トライアンフ・モーター・カンパニー - TVRモーターズ・カンパニー - アルティマ・スポーツ - ボクスホール - フォルクスワーゲン - ボルボ - ブール - Wモーターズ - ウィリス - ゼンヴォ・オートモティブ |

### 無料ギフトカー
- 2018 McLaren Senna (Forza Horizon 4 デモ版をプレイしたすべてのユーザーに配布されている。)
- 2018 McLaren 720S Preorder Car (Forza Horizon4を予約購入したプレイヤーに配布。ノーマルの720Sとは別車種として扱われている。)
- 2010 Mosler MT900S  (本来は限定リワード車として登場していたが、技術的な問題の発生により全てのプレイヤーに配布された。）
- 2017 Mercedes-AMG AMG GT R Preorder Car (2019年9月24日に放送されたForza Monthlyをmixerで視聴したプレイヤーに配布される予定であったが技術的な問題の発生により、全プレイヤーに配布された。)
- 2017 Nissan GT-R Preorder Car (2017 Mercedes-AMG AMG GT R Preorder Car と同時に配信された。)
- 2019 Porsche 911 GT3 RS (2021年3月15日までにログインしたユーザーに配布された[3]。)

### コラボレート・カー
- HALOシリーズ - 作中に登場する軍用車両「ワートホグ」が2554 AMG Transport Dynamics M12S Warthog CSTとして登場。他にもHALOの世界観を再現したショーケースイベントが存在する。
- Hot Wheels - マテルのミニカーブランド、Hot Wheelsのオリジナル車両が登場。
- ファイナルファンタジーXV - 作中に登場する自動車、「レガリア」が 723 Quartz Regalia として登場。今作ではノーマルのレガリアとRegalia Type-Dの2台が追加される。
- 007シリーズ - 映画「007」シリーズを代表する10台のボンドカーが登場。一部の車はForzavistaで作中に登場したギミックを作動させることができる。
- フォーミュラ・ドリフト -ドリフト競技「フォーミュラ・ドリフト」で使用された7台の競技車両が登場。全車にドリフトに最適なチューニングが施されている。
- バレットジャクソン - 自動車オークション「バレットジャクソン」で出品された7台の車が登場。
- レゴ - 拡張パック「LEGO SpeedChampions」にてレゴブロックで出来た車が登場。
- トップ・ギア - 7月のアップデートにてトップ・ギアとコラボしたHorizonストーリーが登場。このストーリーで番組に登場した世界最速のトラクター(2018 TopGear Track-Tor)と番組に登場するドライバー、Stigのドライバースーツが獲得可能。
- サイバーパンク2077 - 作中に登場する自動車「Turbo-R V-TECH」が2058 Quadra Turbo-R V-TECH として登場。[注 10]

### Wheelspin限定車両
- 2010 Audi TT RS Coupe
- 1964 Austin FX4 TAXI
- 2013 Bentley Continental GT Speed Forza Edition
- 1988 BMW M5 Forza Edition
- 2013 BMW M6 Coupe Forza Edition
- 2013 Cadillac XTS Limousine
- 2013 Caterham Superlight R500 Forza Edition
- 1979 Chevrolet Camaro Z28
- 1969 Chevrolet Nova Super Sport 396 Forza Edition
- 2010 Ford Crown Victoria Police Interceptor
- 2011 Ford F-150 SVT Raptor
- 1972 Ford Falcon XA GT-HO Forza Edition
- 1993 Ford SVT Cobra
- 1973 Ford XB Falcon GT
- 2004 Honda Civic Type R
- 2005 Honda NSX-R
- 1972 Hoonigan Chevrolet Napalm Nova
- 2006 Hummer H1 Alpha
- 2014 Jeep Grand Cherokee SRT
- 2016 Lamborghini Aventador LP750-4 SV
- 2012 Lamborghini Aventador LP700-4 Forza Edition
- 1992 Lancia Delta HF Integrale Evo
- 1972 Land Rover Series III Forza Edition
- 2009 Lotus 2-Eleven
- 2005 Lotus Elise 111S
- 2013 Mercedes-Benz E 63 AMG
- 2012 Mini JCW GP
- 1995 Nissan Nismo GTR LM
- 1973 Pontiac Firebird Trans Am SD-455
- 2018 Porsche Cayenne Turbo
- 1980 Renault 5 Turbo Forza Edition
- 2010 Renault Clio R.S. Forza Edition
- 2004 Subaru WRX STi
- 2014 Volkswagen Global RallyCross Beetle
- 2010 VW Golf R
- 1963 Volkswagen Type 2 De Luxe Forza Edition

## 登場する自動車以外の乗り物
いずれもショーケース・イベントにてレースをすることになる。
- ホバークラフト
- モトクロッサー
- フライング・スコッツマン（機関車）
- デルタ翼ジェット（アブロ・バルカンに酷似した架空機）

## ラジオ局

### Horizon Pulse
レイドバック・ポップス
| 曲名                                                       | アーティスト名       |
| Shooting Star                                              | Anna Yvette          |
| Colors                                                     | Beck                 |
| Deadly Valentine                                           | Charlotte Gainsbourg |
| Never Say Die                                              | CHVRCHES             |
| Fake It Til You Make It                                    | Dreamers             |
| Silhouette                                                 | Goldroom             |
| Little of Your Love (BloodPop® Remix)                      | Haim                 |
| Someday                                                    | Lliam + Latroit      |
| Be Good 2 Me                                               | Luxxury              |
| Kim & Jesse                                                | M83                  |
| MJ                                                         | Now, Now             |
| A Moment Apart                                             | Odesza               |
| Late Night                                                 | Odesza               |
| Last Forever (feat. Sam Sparro)                            | Oliver               |
| Wind Shear                                                 | Pierce Fulton        |
| Feel Alright                                               | Poolside             |
| Baby I'm A Queen                                           | Sofi Tukker          |
| Ride or Die (Feat. Foster the People) [Big Gigantic remix] | The Knocks           |
| Build A Fire                                               | Young Ejecta         |

### Horizon Bass Arena
エレクトロ&テクノ
| Anyway                                                       | Armand Van Helden & A-Trak present Duck Sauce |
| 2 Much (Feat. 24hrs)                                         | Flosstradamus                                 |
| Are We Still Young (feat. Jessi Mason)                       | Grant                                         |
| Find Yourself (Ashworth Remix)                               | Great Good Fine Ok & Before You Exit          |
| Do You Don't You                                             | Haywyre                                       |
| State of Confusion (The Maurice Fulton remix)                | Honey Dijon featuring Joi Cardwell            |
| Midnight City (Eric Prydz private remix)                     | M83                                           |
| Fly                                                          | Marshmello                                    |
| Silence(Blonde Remix)                                        | Mashmello X Khalid                            |
| Good Morning (Just Kiddin Remix)                             | Max Frost                                     |
| Kids - Soulwax Remix                                         | MGMT                                          |
| 17 (In The Air Dub)                                          | MK                                            |
| Cheat Codes                                                  | Nitro Fun                                     |
| The Storm                                                    | Notaker                                       |
| Blackwater featuring Ann Saunderson (full strings vocal mix) | Octave One                                    |
| Ottomatic                                                    | Oliver                                        |
| Just Let Me Dance - Maxxi Soundsystem Remix                  | Scandal                                       |
| Tunnel Vision                                                | Subtact                                       |
| Zodiac                                                       | Sung                                          |
| The Man (Jacques Lu Cont Remix)                              | The Killers                                   |
| Ching Ching                                                  | Wolfgang Gartner                              |

### Horizon Block Party
ヒップホップ
| Til It's Over                              | Anderson .Paak     |
| Runnin'                                    | Bazanji            |
| Karaoke (feat. Lizzo)                      | Big Freedia        |
| Rent                                       | Big Freedia        |
| Higher                                     | Outasight          |
| Rebirth of Slick (Cool Like Dat) – 7 “Mix” | Digable Planets    |
| Michuul.                                   | Duckwrth           |
| Bad Love                                   | Earl St. Clair     |
| Don't Sweat the Technique (BL Socks remix) | Eric B. & Rakim    |
| All The Stars (feat. Sza)                  | Kendrick Lamar     |
| Go Harder                                  | Leo Soul           |
| Still Pushing                              | Ohana Bam          |
| Who Knows (Feat. Chronixx)                 | Protoje            |
| Don't Rush                                 | Ric Wilson         |
| Flipping Cars                              | Shredders          |
| Rapper's Delight                           | The Sugarhill Gang |
| Symphony (Feat. Teddy Jackson)             | Towkio             |
| Wallflower                                 | Young Futura       |

### Horizon XS
ロック&パンク&メタル
| No Wolf Like The Present | At The Drive-In             |
| I Don't Wanna Know       | Bass Drum of Death          |
| Turn It Up               | Bat Fangs                   |
| Little Things Gone Wild  | Black Rebel Motorcycle Club |
| Pastel City              | Dommengang                  |
| Down to the Bottom       | Dorothy                     |
| Die Trying               | Eyes Set to Kill            |
| La Dee Da                | Foo Fighters                |
| Safari Song              | Greta Van Fleet             |
| Six Wave Hold-Down       | Hot Snakes                  |
| Rise                     | I Prevail                   |
| Over and Over and Over   | Jack White                  |
| Can't Be Ignored         | Pennywise                   |
| Deathwish                | Red Sun Rising              |
| Satellite                | Starset                     |
| Run For Cover            | The Killers                 |
| Sister Cities            | The Wonder Years            |
| Rapture                  | Underoath                   |
| Headphones               | Walk the Moon               |

### HOSPITAL Records
ドラムンベース
| City Light                     | Bop & Subwave        |
| Haltija                        | Etherwood            |
| Auckland Sunrise               | Fred V & Grafix      |
| Offshore                       | Hugh Hardie          |
| Brave Face                     | Keeno                |
| While The World Sleeps         | Keeno                |
| Hot Wheels                     | Kings Of The Rollers |
| Mismatch                       | Krakota              |
| Stomp Your Soul                | Lakeway              |
| Let The Senses Clear Your Mind | Logistics            |
| That's A Switch                | London Elektricity   |
| Wading Through Crowds          | Makoto               |
| Dawnbreaker                    | Metrik               |
| Veloce                         | Mitekiss             |
| The Sound of Your Smile        | NU:Logic             |
| Empire                         | Polaris              |
| Lessons Learned                | Polaris              |
| Rock da House                  | S.P.Y                |
| Caffeine                       | Urbandawn            |
| Loki                           | Whiney & Urbandawn   |
| Autumn                         | Fred V Grafix        |
| Spring                         | Fred V Grafix        |
| Summer                         | Fred V Grafix        |
| Winter                         | Fred V Grafix        |

### Timeless
クラシック音楽
| Spring (full) – The Four Seasons                                       | Takako Nishizaki, Capella Istropolitana, Stephen Gunzenhauser. Composed by Antonio Vivaldi |
| Symphony No. 8 In F Major, OP. 93 – IV                                 | Nicolaus Esterhazy Sinfonia, Bela Drahos. Composed by Ludwig Beethoven                     |
| Clair De Lune                                                          | Klara Kormendi. Composed by Claude Debussy                                                 |
| Peer Gynt – Suite No. 1, OP. 46 – IV. In the Hall of the Mountain King | Iceland Symphony Orchestra, Bjarte Engeset. Composed by Edvard Grieg                       |
| Carmen Habanera                                                        | Slovak Philarmonic Orchestra, Anthony Bramal. Composed by Georges Bizet                    |
| The Planets – Jupiter, the bringer of Jollity                          | CSR Symphony orschesta, Bratislava, Adrian Leaper. Composed by Gustav Holst                |
| Zadok the Priest                                                       | Thomas Tallis Chamger Choir, Royal Academy Consort, Jeremy Summerly. Composed by Handel    |
| Canon in D Major                                                       | Capella Istropolitana, Richard Edlinger. Composed by Johann Pachelbel                      |
| Air on the G string                                                    | Capella Istropolitana, Jaroslav Dvorak. Composed by Bach                                   |
| Voices of Spring Waltz                                                 | Slovak Radio Symphony Orchestra, Ondrej Lenard. Composed by Johann Strauss II              |
| Symphony No 40 in G Minor, K 550 – 1. Molto Allegro                    | Cologne Chamber Orchestra, Helmut Bruhl-Muller. Composed by Mozart                         |
| The Trials                                                             | Kazuma Jinnouchi                                                                           |

### Radio Awesome
LEGO Valley限定ラジオ局
| Everything Is Awesome (feat. The Lonely Island) | Tegan & Sara |

## ユニコーンカー
各シーズンでのチャレンジを達成して獲得できる限定車両。
- 2019 Porsche 911 GT3 RS
- 2017 Ferrari 812 Superfast
- 2017 Chevrolet Colorado ZR2
- 2018 Honda Civic Type-R (FK8)
- 1994 Ferrari F355 Berlinetta
- 2011 Hot Wheels Bone Shaker
- 1965 Hoonigan Gymkhana 10 Ford Hoonicorn Mustang
- 2017 Hoonigan Gymkhana 10 Ford Fiesta
- 2018 KTM X-Bow GT4
- 2016 Hoonigan Gymkhana 10 Ford Focus RS RX
- 1984 Honda Civic CRX Mugen
- 2010 Mosler MT900S
- 1952 Hudson Hornet
- 2011 DS Automotive DS 3 Racing
- 1986 Hoonigan Ford RS200 Evolution
- 2012 Hot Wheels Rip Rod
- 2005 Hot Wheels Ford Mustang
- 1967 Mercedes-Benz 280 SL
- 2017 Maserati Levante S
- 723 Quartz Regalia
- 723 Quartz Regalia Type-D
- 2012 Cadillac Escalade ESV
- 1994 Honda Prelude Si
- 1994 Nissan Fairlady Z Version S Twin Turbo (Z32)
- 2001 TVR Tuscan S
- 2019 BMW Z4 Roadster
- 2002 BMW M3 GTR
- 2018 Ford #88 Mustang RTR
- 2018 Ford #25 Mustang RTR
- 2018 Ford Mustang RTR Spec 5
- 1999 Lotus Elise series 1 sport
- 1965 Pontiac GTO
- 1970 Porsche 914/6
- 1973 Ford Capri RS3100 Forza Edition
- 2018 Mercedes-AMG GT 4-Door Coupe
- 2018 Mercedes-Benz X-class
- 2010 Ferrari 599XX Evoluzione
- 1958 Plymouth Fury
- 1967 Chevrolet Chevelle Super Sport 396
- 2009 Vauxhall Corsa
- 2018 Apollo Intensa Emozione
- 2018 Mini X-Raid JCW Buggy
- 2018 Mini JCW Convertible
- 2018 Mini JCW Countryman ALL4
- 2008 Maserati MC12 Versione Corsa
- 1970 Buick GSX
- 1965 Morris Mini-Traveller
- 2019 Rimac Concept 2
- 2014 Maserati Ghibli S Q4
- 1969 Fiat Dino Coupe
- 1970 AMC Rebel ‘The Machine’
- 2013 Jeep Wrangler Unlimited DeBerti Design
- 2011 McLaren 12C Coupe
- 2006 Koenigsegg CCX
- 1996 Chevrolet Impala Supersport
- 2019 Aston Martin DBS Superleggera
- 2017 Aston Martin Vanquish Zagato coupe
- 1967 Volkswargen Karmann GHIA
- 1967 Volkswargen Type 3 1600 L
- 2019 Porsche Macan Turbo
- 2018 ItalDesign Zerouno
- 2018 Porsche 718 Cayman GTS
- 1970 Porsche #3 917 LH
- 1966 Porsche 906 Carrera 6
- 1951 Porsche 356 SL
- 2019 McLaren 720S Spider
- 2018 McLaren 600LT Coupe
- 2018 Ford F-150 PreRunner DeBerti Design Truck
- 2018 Volkswagen #94 Volkswagen Motorsport I.D. R Pikes Peak
- 2019 Bugatti Divo
- 2010 BMW M3 GTS
- 2010 Rossion Q1
- 2008 Koenigsegg CCGT
- 2019 Ferrari 488 Pista
- 2018 ATS GT
- 1999 Lamborghini Diablo GTR
- 1970 Ferrari 512 S
- 2018 Renault Megane R.S.
- 2017 Alpine A110
- 2016 Renault Clio R.S. Concept
- 2008 Renault Megane R26.R
- 2007 Renault Clio RS 197
- 2003 Renault Sport Clio V6
- 1970 Mercury Cougar Elimanator
- 2018 Lamborghini Huracan Performante
- 2006 Hummer H1 Alpha Open Top
- 1985 Toyota Sprinter Trueno GT Apex
- 1964 Porsche 356C Cabriolet Emory
- 2017 Aston Martin Vulcan AMR Pro
- 2010 Lexus LFA
- 1994 Ford SuperVan 3
- 1984 Rover SD1 Vitesse
- 2019 McLaren SpeedTail
- 1969 Toyota 2000GT
- 1933 Napier Napier-Railton
- 2018 Ferrari Portofino
- 1995 Porsche 911 Carrera 2 by Gunther Werks
- 2018 Mercedes-AMG E 63 S
- 2013 Formula Drift #777 Chevrolet Corvette
- 2007 Formula Drift #117 599 GTB Fiorano
- 1992 Toyota Supra 2.0 GT Twin Turbo
- 1999 Ford Racing Puma
- 1994 Toyota Celica GT-FOUR ST205
- 1992 Toyota Celica GT-FOUR RC ST185
- 1991 Peugeot 205 Ralleye
- 1990 Nissan Pulsar GTI-R
- 1998 Mitsubishi Starion ESI-R
- 1995 Toyota MR2 GT
- 1989 Toyota MR2 SC
- 1974 Toyota Celica GT
- 1973 Toyota Corolla SR5
- 2019 Zenvo TSR-S
- 1970 Ford GT70
- 1977 Ford #5 Escort RS1800 MkII
- 1985 Mazda RX-7 GSL-SE
- 1988 Holden VL Commodore Group A
- 2011 HSV GTS
- 1996 HSV GTS-R
- 1991 Bentley Turbo R
- 2018 Jaguar I-Pace
- 2018 Land Rover Range Rover Velar First Edition
- 2018 Formula Drift #64 Nissan 370Z
- 2009 Lexus IS F
- 2015 Lexus RC F
- 2013 Toyota GT86
- 1991 GMC Cyclone
- 1992 GMC Typhoon
- 2019 Hennessey VelociRaptor 6x6
- 1990 Porsche 911 reimagined by Singer
- 1995 BMW 850 CSi
- 1987 Mercedes-Benz AMG Hammer Coupé
- 1924 Austin Seven
- 1979 Triumph TR7 Roadster
- 2020 Koenigsegg Jesko
- 1975 Fiat X1/9
- 1974 Hoonigan Ford Bronco
- 1992 Alfa Romeo 155 Q4
- 2020 Chevrolet Corvette Stingray Coupe
- 1990 Chevrolet Camaro IROC-Z
- 1970 Honda S800
- 2020 Ford Mustang Shelby GT500
- 2012 Shelby 1000
- 2019 RAESR Tachyon Speed
- 2007 Peugeot 207 Super 2000
- 1963 Porsche 356 Emory Outlaw RSR
- 1968 Pontiac Firebird
- 2020 Jeep Gladiator Rubicon
- 1975 Citroen DS 23
- 1993 Porsche 928 GTS
- 1972 Mazda Cosmo 110S Series Ⅱ
- 1973 Mazda RX-3
- 2018 Saleen S1
- 2017 VUHL 05RR

## DLC
Microsoft StoreおよびSteamにて配信されている。

### Forza Horizon 4 VIPメンバーシップ
- 2倍のレースリワード、VIP限定コスチューム、VIP限定ホーン、無料の家、ボーナススーパーホイールスピンなどを獲得することができる。
- VIP限定の3台のForzaエディションの車が無料で追加される。

#### VIPメンバーシップ収録車両
- 2011 Ford Transit SupersportVan ForzaEdition
- 2015 Nissan Titan Warrior Concept ForzaEdition
- 2010 Pagani Zonda R ForzaEdition

### Forza Horizon 4 Formula Drift カーパック
- 1989 Foumula Drift #98 BMW 325i
- 1995 Foumula Drift #118 Nissan 240SX
- 1996 Foumula Drift #232 Nissan 240SX
- 1997 Foumula Drift #777 Nissan 240SX
- 2006 Foumula Drift #43 Dodge Viper SRT10
- 2016 Foumula Drift #530 HSV Maloo GEN-F
- 2015 Foumula Drift #13 Ford Roush Mustang

### Forza Horizon 4 Best of Bond カーパック
ブランド名が James Bond Edition として扱われる。
- 1964 Aston Martin DB5
- 1969 Aston Martin DBS
- 1974 AMC Hornet X Hatchback
- 1977 Lotus Esprit S1
- 1981 Citroën 2CV6
- 1986 Aston Martin V8
- 1999 BMW Z8
- 2008 Aston Martin DBS
- 2010 Jaguar C-X75
- 2015 Aston Martin DB10

### Forza Horizon 4 Mitsubishi カーパック
- 1992 Mitsubishi Galant VR4
- 1995 Mitsubishi Eclipse GSX
- 1997 Mitsubishi GTO
- 1999 Mitsubishi Lancer Evolution VI GSR
- 2004 Mitsubishi Lancer Evolution VIII MR
- 2006 Mitsubishi Lancer Evolution IX MR
- 2008 Mitsubishi Lancer Evolution X GSR

### Forza Horizon 4 Barrett-Jackson カーパック
Forza Motorsport 7 で配信されたものと同じ車両が追加される。 
- 1963 Shelby Monaco King Cobra
- 1970 Chevrolet Chevelle Super Sport Barrett-Jackson Edition
- 1975 Ford Bronco Barrett-Jackson Edition
- 1932 Ford Custom Double Down
- 1932 Ford Roadster Hula Girl
- 1959 Plymouth Atomic Punk Bubbletop
- 1970 Plymouth Hemi Cuda Convertible

### Forza Horizon 4  Hot Wheels Legends カーパック
2021年2月23日配信。カーパスに含まれない為、別途購入が必要。
- 2018 Hot Wheels 2JetZ
- 1972 Hot Wheels Chevrolet LUV
- 1969 Hot Whbels International-Harvester Loadstar  CO-1600
- 1957 Hot Wheels Nash Metropolitan Custom
- 1957 Hot Wheels Studebaker Golden Hawk 'Dream Roadster'
- 1949 Hot Wheels Ford F-5 Dually Custom Hot Rod

### Forza Horizon 4 ウェルカムパック
いずれもディーラーで買える車両がベースであるが、同一車種ではなく専用のカスタムが施されている他、車名の最後に「ウェルカムパック」と付けられ別車両扱いとなる。
- 1996 Ferrari F50 GT「ウェルカムパック」
- 1976 Jeep CJ5 Renegade「ウェルカムパック」
- 2016 Hoonigan Gymkhana 9 Ford Focus RS RX「ウェルカムパック」
- 2017 Ford GT「ウェルカムパック」
- 1993 Toyota #1 T100 Baja Truck「ウェルカムパック」
- 2016 Subaru #199 WRX STI VT15R Rally Car「ウェルカムパック」
- 1960 Porsche 718 RS 60「ウェルカムパック」
- 2012 Lamborghini Aventador LP700-4「ウェルカムパック」

### Forza Horizon 4 カーパス
カーパスの仕様が前作から変更され、2018年9月28日から21週間にわたって毎週2台、計42台の新規車両が配信される方式となった。2019年2月14日の配信をもって新規車種の追加は終了となった。
- 2017 Koenigsegg Agera RS
- 1962 Triumph TR3B
- 2002 Mazda RX-7 Spirit R Type-A
- 2018 Nissan Sentra Nismo
- 1986 Porsche #185 959 Prodrive Rally Raid
- 1959 Porsche 356 A 1600 Super
- 2018 BMW i8 Roadster
- 2016 Honda Civic Coupe GRC
- 2018 Ford Mustang GT DeBerti Design
- 2012 Lamborghini Gallardo LP570-4 Spyder Performance
- 1991 Hoonigan Gymkhana 10 Ford Escort Coswatch Group A
- 1977 Hoonigan Gymkhana 10 Ford F-150 "Hoonitruck"
- 2018 Alfa Romeo Stelvio Quadriloglio
- 2018 Can-Am Maverick X RS Turbo R
- 2010 Vauxhall Insignia VXR
- 2004 Vauxhall VX220 Turbo
- 2018 Aston Martin Vantage
- 2014 McLaren 650S Spider
- 2005 Ferrari FXX
- 1953 Jaguar C-Type
- 2018 Chevrolet Silvarado 1500 DeBerti Design Drift Truck
- 1965 Peel Trident
- 2003 Honda S2000
- 1974 Honda Civic RS
- 2019 Chevrolet Corvette ZR1
- 2018 Chevrolet Camaro ZL1 1LE
- 2018 Morgan Aero GT
- 1970 Triumph TR6 P1
- 2017 Ferrari GTC4Lusso
- 1972 Lamborghini Jarama S
- 1966 Volkswagen Double Cab Pick-Up
- 1938 MG TA Midget
- 2019 Porsche 911 Carrera S(992)
- 1993 Porsche 968 Turbo S
- 2005 Honda NSX-R GT
- 1929 Mercedes-Benz Super Sport Kurz Barker Roadster
- 1966 Hillman Imp
- 1963 Opel Kadett A
- 1968 Ford Mustang GT 2＋2 Fastback
- 1965 Ford Transit Mk1
- 2018 TVR Griffith
- 1954 Cadillac Eldorado Biarritz Convertible

シリーズ26より、上記カーパスから選ばれた車両を収録した下記DLCが配信されている(既にカーパスを所持しているプレイヤーは追加購入を行う必要はない)。 

#### The British Sports Car Pack(英国スポーツカー パック)
- 1962 Triumph TR3B
- 1970 Triumph TR6 PI
- 2018 TVR Griffith
- 1938 MG TA Midget
- 2004 Vauxhall VX220 Turbo
- 2018 Aston Martin Vantage

#### Any Terrain Car Pack(全地形カー パック)
- 2018 Can-Am Maverick X RS Turbo R
- 2018 Alfa Romeo Stelvio Quadrifoglio
- 1991 Hoonigan GYMKHANA 10 Ford Escort Cosworth Group A
- 1985 Porsche #185 959 Prodrive Rally Raid
- 2016 Honda Civic Coupe GRC

#### High Performance Car Pack(ハイパフォーマンスカー パック)
- 2017 Ferrari GTC4Lusso
- 2018 Ford Mustang GT DeBerti Design
- 1977 Lamborghini Jarama S
- 2014 McLaren 650S Spider
- 2019 Porsche 911 Carrera S(992)
- 1993 Porsche 968 Turbo S
- 2010 Vauxhall Insignia VXR

#### Icons Car Pack(アイコンカー パック)
- 1968 Ford Mustang GT 2＋2 Fastback
- 1965 Ford Transit Mk1
- 1966 Hillman Imp
- 1963 Opel Kadett A
- 1965 Peel Trident
- 1959 Porsche 356 A 1600 Super
- 1966 Volkswagen Double Cab Pick-Up

#### The Japanese Heroes Pack(日本ヒーローカー パック)
- 1974 Honda Civic RS
- 2005 Honda NSX-R GT
- 2003 Honda S2000
- 2002 Mazda RX7 Spirit R Type-A
- 2018 Nissan Sentra NISMO

#### The Open Top Pack(オープントップカー パック)
- 2018 BMW i8 Roadster
- 1959 Cadillac Eldorado Biarritz Convertible
- 1953 Jaguar C-Type
- 2012 Lamborghini Gallardo LP570-4 Spyder Performante
- 1929 Mercedes-Benz SSK

## Fortune Island 拡張パック
- 2018年12月13日（日本時間14日）から有料配信された拡張パック。
- シリーズ史上最大規模の拡張パックである。
- エディンバラから更に北へ行った「フォーチュンアイランド」が舞台となる。
- 全体的に荒々しい地形となっているのが特徴。また、シリーズ初のオーロラや落雷を伴う気候が追加された。
- トレジャーハントモードによってゲーム内通貨や車を獲得することができる。

### Fortune Island追加収録車種
- 2019 Lamborghini Urus
- 2018 BMW M5
- 2017 Ram 1500 Rebel TRX Concept
- 2002 Koenigsegg CC8S
- 2018 Exomotive Exocet Off-Road
- 2012 Lamborghini Aventador J
- 2010 Saleen S5S Raptor
- 1953 Morris Minor Series II Traveler
- 2018 Funco Motorsports F9
- 2015 Hoonigan Gymkhana 8 Ford Fiesta ST RX43

## LEGO SpeedChampions 拡張パック
- Xbox E3 : 2019で発表された拡張パック。
- 2019年6月13日(日本時間14日)から有料配信された。
- レゴとのコラボレーションによる拡張パックである。
- 「レゴ・バレー」が舞台となる。
- レゴの街や砂漠、サーキット、空港、更にUFOの墜落現場や海賊の入り江などがマップ上に存在する。
- レゴブロックチャレンジに挑戦してマスタービルダーの家やレゴブロックでできた車を作ることができる。
- 掘り出し物が存在する。

LEGO SpeedChampions 追加車両
- 2019 LEGO SpeedChampions McLaren Senna
- 1967 LEGO SpeedChampions Mini Cooper S Rally
- 1987 LEGO SpeedChampions Ferrari F40 Conpetizione

- 1974 LEGO SpeedChampions Porsche 911 Turbo 3.0[注 11]
- 2019 LEGO SpeedChampions Bugatti Chiron[注 12]

## Optimized for Xbox Series X/S
2020年11月10日にマイクロソフトから発売された次世代ゲーム機、「Xbox Series X/S」のローンチタイトルとして新登場。これにより、Xbox One世代では実現できなかったパフォーマンスが実現。主な強化点として
・ネイティブ4K/60fpsでの動作 
・グラフィックの強化(PC版のウルトラ設定に相当)
・スマートデリバリーへの対応(Xbox One版を持っている場合、追加料金無しでXbox Series X/S版へアップグレードすることが可能)
・ロード時間の大幅な高速化
がある。他にもゲーム起動時のロゴムービーをスキップすることが可能となっている。
また、これらのアップグレードはは拡張DLCの「Fortune Island」、及び「LEGO Speed Champions」にも対応する。
スマートデリバリーを用いてXbox Series X/Sへ本タイトルをインストールする場合、ソフトのインストールとは別に、約60GB相当のアップデートを行う必要がある(拡張DLCも同様に個別でアップデートが必要) 。

## アップデート
ここでは大型アップデートのみ記載する。

### Update2
2018年10月に配信。ルートクリエイト機能と新Horizonストーリー「British Racing Green」が実装。

### Update3
11月に配信。Advanced Car Paintingオプション、新ホイールが実装。

### Update4
12月に配信。フォトモードの機能が強化された。シーズンイベントが実装。拡張パック「Fortune Island」に対応。

### Update5
2019年1月に配信。無料カーパック「Mitsubishi カーパック」配信。「フリーフォールアドベンチャー」と新Horizonストーリー「Isha's Taxis」が実装。また、デザインエディタの機能が強化されている。

### Update6
2月に配信。ファイナルファンタジーXVとのコラボが実装。「シーズンプレイグラウンドゲーム」と新Horizonストーリー「連続スキル」が実装。

### Update7
3月に配信。「Festivalプレイリスト」と「ショーケースリミックス」、新しい実績が実装。

### Update8
4月に配信。カーパック「Barrett-Jackson カーパック」が配信。「ドリフトアドベンチャー」とこれの実装に伴い、ドリフトカメラが実装された。

### Update9
5月に配信。オンラインアドベンチャーにおける悪質プレイ対策機能と新Horizonストーリー「Car Files」が実装。

### Update10
6月に配信。「スターカード」が実装。拡張パック「LEGO SpeedChampions」に対応。

### Update11
7月に配信。スターカードにリワードが付くようになった。「Horizonタイムライン」とトップ・ギアとコラボした新Horizonストーリー「TopGear：The Horizon Special」が実装。

### Update12
8月に配信。スターカードにコンプリートリワードが付くようになった。

### Update14
10月に配信。Wheelspinにおいて当たった重複車を原価の半額で売却する機能やルートクリエイト機能の強化が施されている。

### Update15
10月後半に配信。新Horizonストーリー「Upgrade Heroes」が実装。

### Update17
12月中旬に配信。新ゲームモード「The Eliminator」が収録。また、シリーズでは2年ぶりとなるトヨタの市販車の復活、収録が行われた。

### Update18
2020年1月中旬に配信。「The Eliminator」で使用する車両の追加、4台の新規収録車種の追加が行われている。

### Update19
2月中旬に配信。「The Eliminator」に"Horizon Pursuit"と題したパトロールランプが装着された車の追加、そして5台の新規車両の追加が行われた。このアップデートでレクサスブランドが復活。

### Update20
3月初旬に配信。新Horizonストーリー「Express Delivery」が実装。

### Update21
4月上旬に配信。前作まで実装されていたHorizon PROMOが復活。

### Update22
5月上旬に配信。前回のアップデートで復活したHorizon PROMOの機能が強化されている。

### Update24
7月上旬に配信。Festivalプレイリストにあるお題に従い写真を撮るPhoto Challengeモードが追加。

### Update26
8月下旬に配信。ランク付アドベンチャーのマッチメイキング時間の短縮、ガレージサイズの拡大(1000台まで収納可能に)。

### Update27
9月下旬に配信。オンラインロードトリップにドラッグストリップのコースが復活(ドラッグラン)。

### Update28
10月中旬に配信。HORIZON バックステージの追加。

### Update29
11月初旬に配信。Xbox Series X/S に対応。

### Update30
12月中旬に配信。新ゲームモード「Horizon Super 7」追加。サイバーパンク2077とのコラボレーションイベント「_:NightCity.exe:_」が実装。

### Update37
2021年7月初旬に配信。Super 7の新機能「High Stakes」と1台の新規車両が追加。

### Update49
2022年6月初旬に配信。新しいセーブリカバリーシステムが追加され、ゲームデータの損失を検出するとバックアップを復元するポップアップメッセージが出るようになった。
シリーズ最新作「Forza Horizon 5」の発売に伴い、新規コンテンツ追加のあるアップデートはUpdate37で最後のアップデートとなった。Update38以降は、Update7～37までに行われたFestivalプレイリストのイベントがミックスされたものが配信される。

## エディション、バンドルの種類
- 通常版、デラックス版、アルティメット版の3種類があり、エディションによって付属する追加コンテンツや予約特典の有無、パッケージの仕様が異なる。
- デジタル版（ダウンロード販売版）のみ予約特典のFormula Drift カーパックが存在する。(事前予約購入であれば全てのエディションに付属する)
- デジタル版はWindows版はMicrosoft StoreおよびSteamにて、Xbox版はMicrosoft Storeにて販売されている。

### 通常版
ゲーム本編
(※デジタル版予約者のみFormula Drift カーパックが付属)

### デラックス版
通常版の内容の他にカーパスが付属する。デジタル版予約者のみFormula Drift カーパックが付属。

### アルティメット版
通常版の内容に加え、
カーパス
Best of Bond カーパック
VIPメンバーシップ
拡張パック1「Fortune Island」 (2018年12月13日配信　 新しいロケーション、クルマ、レースを収録)
拡張パック2 「LEGO SpeedChampions」(2019年6月14日配信 新しいロケーション、クルマ、レースを収録)
※デジタル版予約者のみFormula Drift カーパックが付属
※アルティメット版のパッケージ版(Xbox One)に限り、ケースがSteelbook特製スチールケースとなる。

### デバイスによる違い

#### Xbox One版
- 通常版とアルティメット版のみパッケージ版が発売される(但し、アルティメット版のパッケージ版はMicrosoft Store専売）。
- 全てのエディションがダウンロード販売される。
- Amazonにて限定特典付きの通常版パッケージも販売された。(2016 Porsche 911 GT3RSのダウンロードコードがEメールで配信された)。

#### Windows版
- 全てのエディションが販売されている。デジタル版のみの展開となり、Microsoft Store、もしくはSteamから購入する。

## ソフト同梱版ゲーム機本体
2018年10月2日に日本マイクロソフトは『Forza Horizon 4』と『Forza Motorsport 7』のデジタル版を2本同梱したXbox One X本体を発売した。価格は通常のXbox One Xと同じとなる。
また同日、『Forza Horizon 4』のデジタル版を同梱したXbox One S本体も発売された。
- 両同梱版ともゲーム本体はご利用コードを使ってダウンロードする形式である。

## 体験版
2018年9月13日にXbox One・Windows 10向けにMicrosoft Storeにて体験版が配信された。
- 体験版を一定のところまでプレイすると、ゲーム本編で使用できるアバター用Tシャツを取得できる。
- マクラーレン・セナなどの車を乗り継ぎながら四季の変化を体験する導入部分を終えると、プレイヤーが乗る車を以下から一台づつ選択する。

序盤 :（Ford Focus RS、AUDI TTS Coupe、Dodge Charger RT）
ダートレース前: (Ford Escort RS Cosworth、SUBARU Impreza WRX STI、Lancia 037 Stradale)
- (導入部分を除き)体験版では夏のシーズンのみ体験可能。
- この体験版をプレイするとXbox Liveメッセージに2018 McLaren Sennaを製品版で無料で入手できるプロダクトコードが送られる。

### 体験版内容
1. フリー走行 (フェスティバル周辺のみ)
2. 周回レース、スプリントレース、ダートレース
3. 映画撮影のスタントのミッション、スピードチャレンジなどの各種PRスタント
4. アバターの選択

## Windows 10 システム動作環境

### 最小動作環境
- OS　Windows 10 バージョン15063.0以降
- アーキテクチャ　x64
- キーボード　統合キーボード
- マウス　統合マウス
- DirectX　DirectX 12 API ハードウェア機能レベル11
- メモリ　8GB
- ビデオメモリ　2GB
- プロセッサ　Intel i3-4170 3.7Ghz/Intel i5 750@2.67Ghz

- グラフィックス　NVidia 650TI/AMD R7 250x

### おすすめ動作環境
- OS　Windows 10 バージョン15063.0以降
- アーキテクチャ　x64
- キーボード　統合キーボード
- マウス　統合マウス
- DirectX　DirectX 12 API ハードウェア機能レベル11
- メモリ　12GB
- ビデオメモリ　4GB
- プロセッサ 　Intel i7-3820@3.6Ghz
- グラフィックス　NVidia GTX 970/NVidia GTX 1060 3GB/AMD R9 290x/AMD RX 470

## Forza専用アプリ

### Forza Hub
- Forza Motorsport シリーズ専用アプリ。ゲーム内から直接移動できる。
- Windows 10でもインストール可能。
- Forza シリーズにおける自分の実績や階級などを確認することができ、新しい階級に達するごとにゲーム内でリワードを受け取ることができる。
- フォトモードで撮影された写真の閲覧や公式サイトの情報から、ゲームも購入できる。